# نيغريتا كستنائي الصدر
النيغريتا كستنائي الصدر (الاسم العلمي: Nigrita bicolor) نوع من الطيور الصغيرة من جنس النيغريتا فصيلة شمعية المنقار.